# Krystyna Wituska

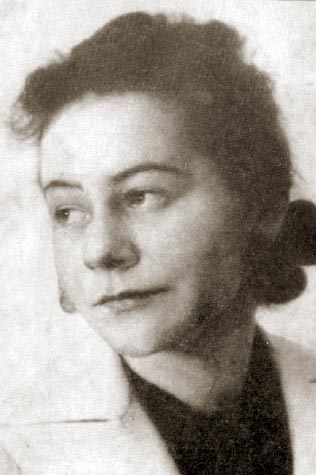

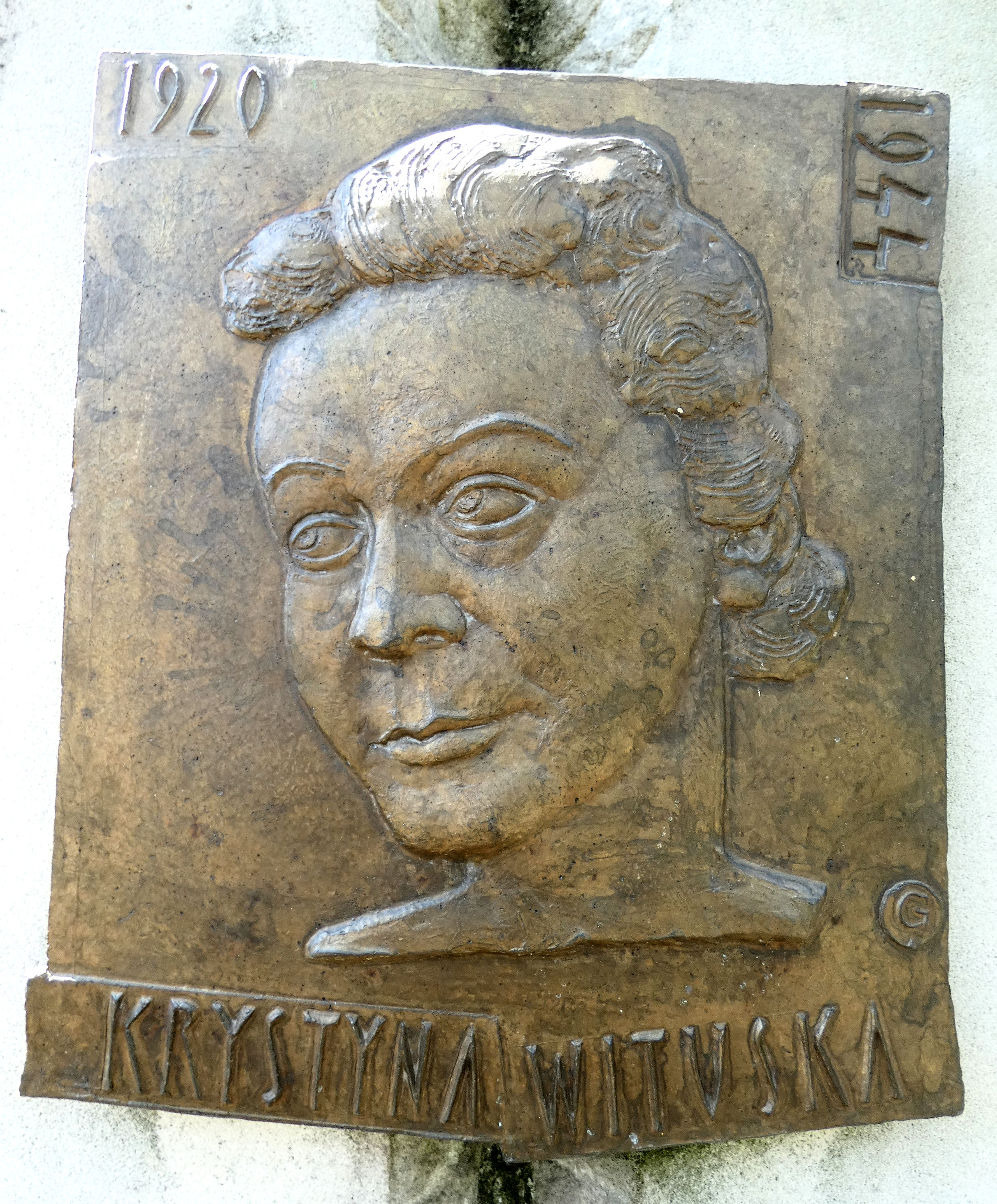
Gedenkstele mit Bronzerelief auf dem Gertraudenfriedhof in Halle (Saale)

Krystyna Wituska (* 12. Mai 1920 in Jeżew, Polen; † 26. Juni 1944 in Halle (Saale)) war eine polnische Widerstandskämpferin.

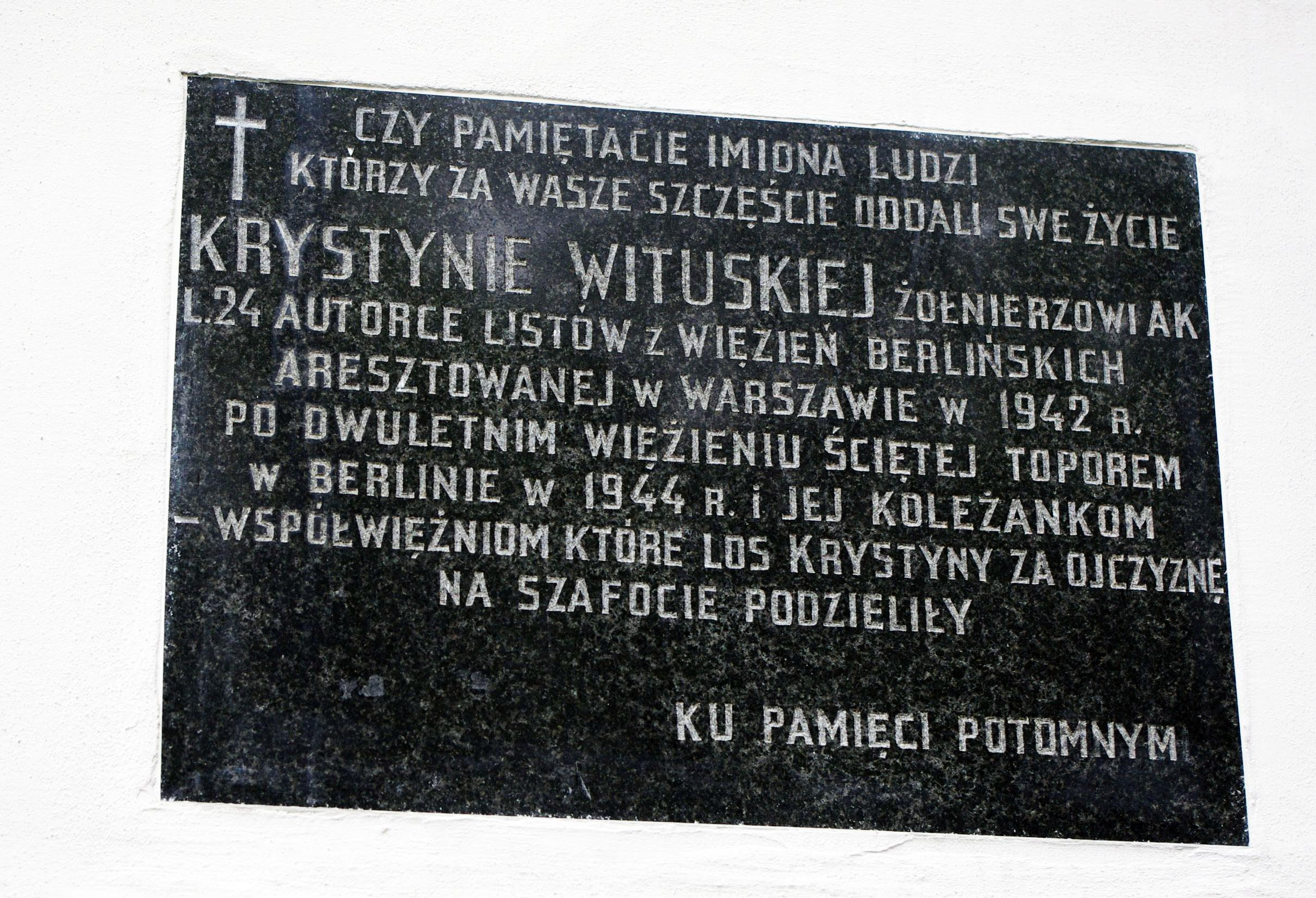
Tafel auf dem Powązki-Friedhof in Warschau

## Leben und Werk
Krystyna Wituska war Tochter eines polnischen Gutsbesitzers. Sie besuchte die Klosterschule in Posen, dann das Königin Jadwiga-Gymnasium in Warschau. Die Familie musste während der deutschen Besetzung Polens 1940 das Gut verlassen. Wituska schloss sich im von den Deutschen besetzten Warschau der Armia Krajowa (polnische Heimatarmee) an und sammelte Informationen über Standorte der Wehrmacht. Am 19. Oktober 1942 wurde sie von der Gestapo verhaftet und drei Tage später nach Berlin gebracht. Im Polizeigefängnis Alexanderplatz saß sie mehrere Wochen mit Maria Terwiel in einer Zelle, eine enge Freundschaft verband beide bis zur Hinrichtung Terwiels im Strafgefängnis Plötzensee im August 1943. Terwiel gehörte zum Umfeld der Roten Kapelle. Das Reichskriegsgericht verurteilte Krystyna Wituska am 19. April 1943 wegen Spionage und Vorbereitung zum Hochverrat zum Tode. Bis Oktober 1943 saß sie im Gefängnis Moabit ein, ab November 1943 im Gefängnis Roter Ochse in Halle (Saale). Am 26. Juni 1944 wurde das Todesurteil mit dem Fallbeil vollstreckt. Ihr Körper wurde der Anatomie der Universität Halle übergeben und später anonym im Grabfeld der Anatomie auf dem Gertraudenfriedhof in Halle beigesetzt. Krystyna Wituskas Briefe aus den Gefängnissen wurden 1968 in Polen veröffentlicht; 1973 erstmals in Berlin.

## Ehrungen
- Die Grundschule in Małyń, in unmittelbarer Nähe des Geburtsortes Jerzew (30 km westlich von Łódź), trägt ihren Namen[6]
- Am 18. März 2010 wurde ihr posthum das Kommandeurskreuz Polens verliehen[7]
- Zum 70. Todestag am 26. Juni 2014 wurde auf dem Gertraudenfriedhof in Halle ein Denkzeichen in Form einer Stele mit ihrem Porträt eingeweiht. Das Denkmal schuf Bernd Göbel[8]

## Werke
- Zeit, die mir noch bleibt. Briefe aus der Todeszelle. Aus dem Polnischen von Karin Wolff. Aufbau Taschenbuch Verlag, Berlin 1995, ISBN 3-7466-1151-2.
- Zeit, die mir noch bleibt. Briefe aus dem Gefängnis. herausgegeben von Wanda Kiedrzyńska. Vandenhoeck & Ruprecht, Göttingen 1973, ISBN 3-525-60613-3.
- I am first a human being: the prison letters of Krystyna Wituska übersetzt und herausgegeben von Irene Tomaszewski. Vehicule Press, Montreal, Canada 1997, ISBN 1-55065-095-5.